# Bydgoszcz
Bydgoszcz (kiejtéseⓘ, IPA: [ˈbɨdgɔʃʧ], németül: Bromberg IPA: [ˈbrɔmbɛrk], latinul: Bydgostia IPA: [ˈbidgostia]) város Észak-Lengyelországban, a Brda és a Visztula mentén. A Bydgoszczi egyházmegye püspöki székvárosa. Lakosainak száma 363 468 (2007). 1999 óta Toruńnyal együtt a Kujávia-pomerániai vajdaság központja. 1947 előtt a Pomerániai, majd a Bydgoszczi vajdaság központja volt.

## Fekvése
Bydgoszcz a következő földrajzi egységek találkozásánál fekszik:
- Toruńi katlan
- Fordońi völgy
- Noteć folyó völgye
- Brda folyó völgye
- Swieciei fennsík
- Krajeński tóvidék
- Chełmnoi tóvidék

A városon át folyik a Brda, mely a Visztulába ömlik Brdyujściében. A város keleti határában (Fordon és Brdyujście kerületben) folyik a Visztula, és a bydgoszczi csatornán keresztül el lehet érni a Noteć folyót és az Oderát is.
Bydgoszczot minden irányban nagy erdők veszik körül. Túlnyomórészt fenyőerdők találhatók a környéken, de elszórtan lombhullató erdőkkel is találkozunk. A folyók mentén ártéri erdők vannak.

## Története
A bydgoszczi várispánt (Suzzlaus de Budegac) először 1238-ban említi írásos forrás. A település (latin neve "Bydgostia"), története régebbre nyúlik vissza, és a román templom is a 12. században épült. A román templom léte arról tanúskodik, hogy a város régebben népesedett be és jelentős volt, mivel a borostyánút mellett feküdt. A korai középkorban a Kujávia határvára volt. 1331–1337 között a Német Lovagrend szállta meg, ami alól Nagy Kázmér szabadította fel, aki városi jogokat adományozott 1346/1349-ben.
A 15-16. században Bydgoszcz a gabona és só kereskedelem fontos központja volt. 1657-ben itt kötötték meg a bydgoszczi egyezményt. 1555-ben kiváltságot kapott arra hogy megtiltsa zsidók letelepedését a városban. 1772-ben Lengyelország első felosztásakor Bydgoszcz a Porosz Királysághoz került. 1772–1806 és 1815–1920 között Bydgoszcz Poroszországhoz tartozott, 1807–1815 között pedig a Varsói Hercegséghez. 1815 után egyike volt a Poznańi Nagyhercegség két tartományi fővárosának.
1773-ban kezdték építeni a Bydgoszczi-csatornát, amely a Brda és Noteć folyókat köti össze és ennek következtében az Oderát a Visztulával. A XIX. századtól rohamos a fejlődés. Megépült az első vasútvonal Piłáig, majd tovább Gdańskig, Toruńig és Inowrocławig. A 19. században a város leginkább német jelleget öltött (többek között azért, mert mesterségesen elválasztották a városközpontot a lengyel külvárosoktól). A városban tartott erős német helyőrség korábban meggátolta a gyengén felfegyverzett lengyel lakosság csatlakozását a Kościuszko-felkeléshez, annak ellenére, hogy az egyik döntő csata Brzoza Bydgoska faluban, Bydgoszcztól 3 km-re zajlott le. A versailles-i békeszerződés értelmében 1920. január 20-án a Nagylengyelországi Hadsereg megszállta a várost.
1918-ban, amikor megalakult a második lengyel köztársaság, szintén jelentős német kisebbség maradt a városban. A város elveszítette a vajdaság fővárosának rangját először Poznań, majd Toruń javára. 1939. szeptember 3-án harcok törtek ki a lengyel egységek és német diverzánsok között, akiket helyi németek is támogattak (többek között a Hitlerjugend tagjai). Az elfogott német diverzánsok egy részét agyonlőtték, másokat bebörtönözték. Az etnikai izgatások hatására legkevesebb 358 németet öltek meg, köztük nőket és gyermekeket is. A német propaganda az eseményeket Blutsonntag-nak (véres vasárnap) nevezte el. Miután a Wehrmacht megszállta a várost, a lengyel lakosság ellen megtorló intézkedések kezdődtek a Véres vasárnapban betöltött szerepük miatt: kivégzések és koncentrációs táborba internálás. Bydgoszczot Bromberg néven Kelet-Poroszországhoz csatolták. A németek közel 37 000 lakost öltek meg.
A felszabadulás után Bydgoszcz a Pomerániai vajdaság székhelye lett Toruńnyal együtt. 1973-ban Bydgoszczhoz csatolták a közeli Fordon várost.

## Kultúra

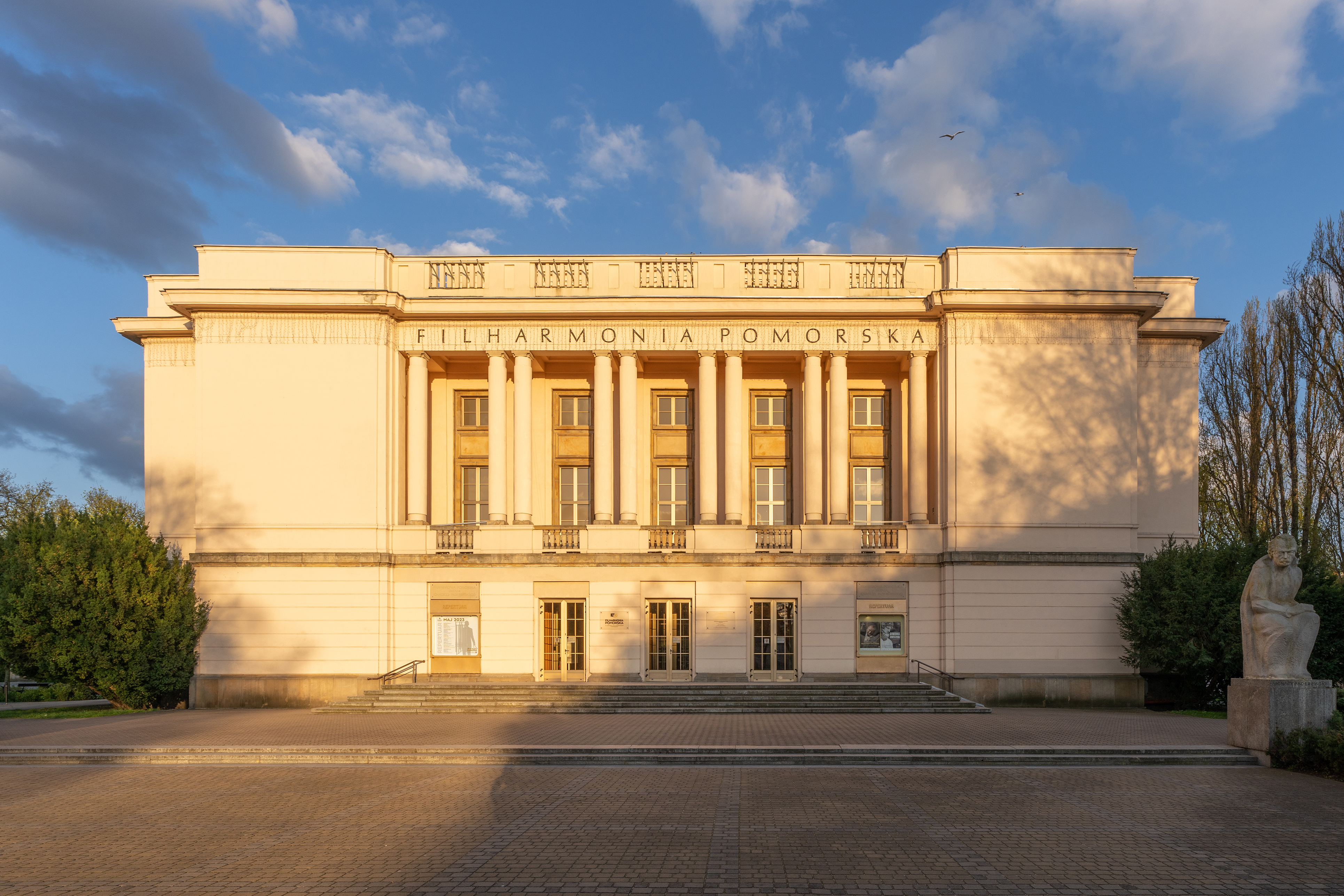
Filharmonia Pomorska

- Towarzystwo Miłośników Miasta Bydgoszczy (Bydgoszcz város rajongóinak társasága)
- Filharmonia Pomorska
- Opera Nova
- Teatr Polski
- Muzeum Okręgowe
- Gyógyszertár "Pod Łabędziem"
- Bydgoski Festiwal Operowy
- Festiwal “MUSICA ANTIQUA EUROPAE ORIENTALIS”

## Oktatás

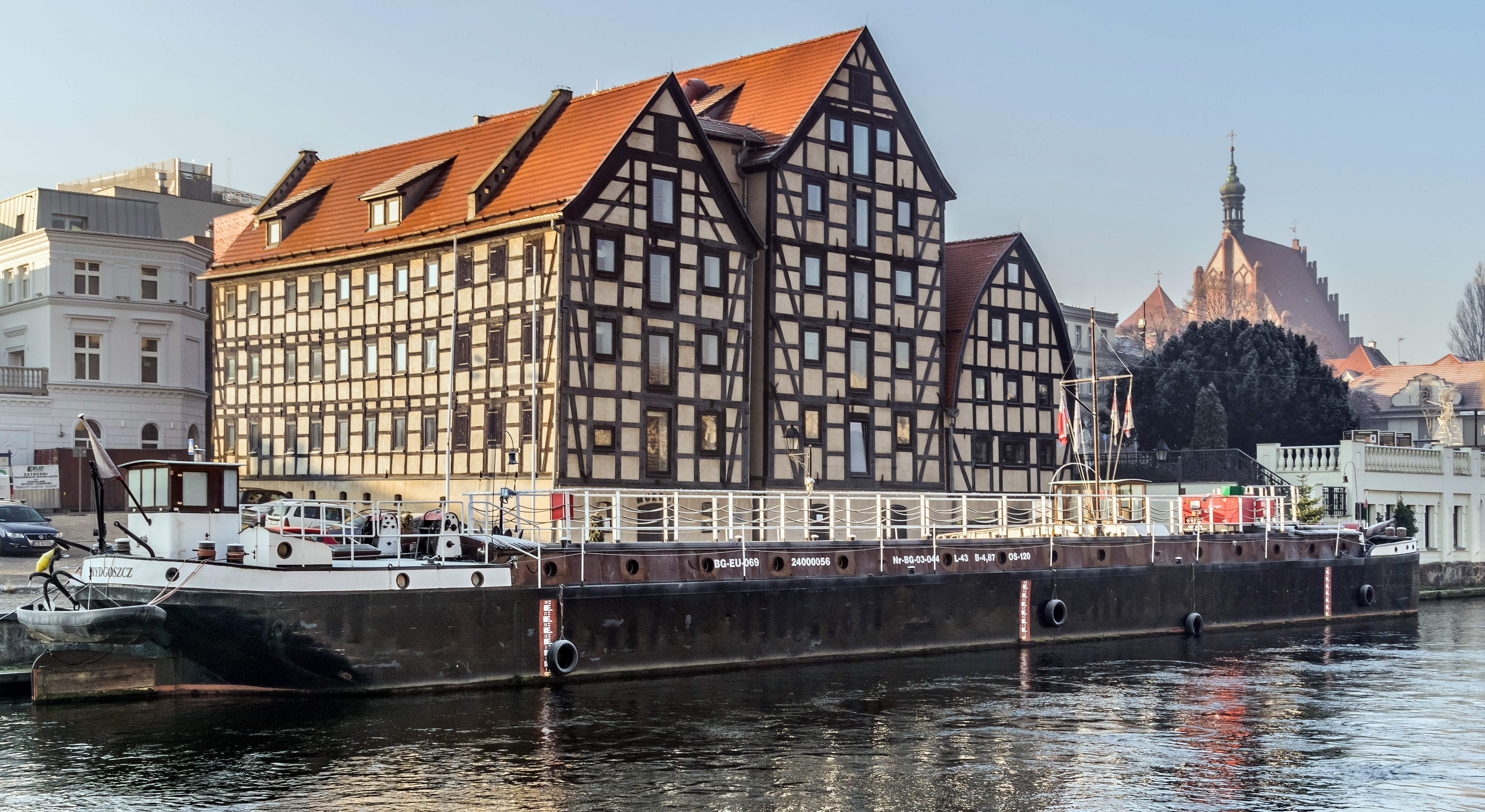
Magtárak a Brda partján

Főiskolák és egyetemek:
- Uniwersytet Kazimierza Wielkiego Archiválva 2021. április 7-i dátummal a Wayback Machine-ben
- Akademia Techniczno-Rolnicza im. Jana i Jędrzeja Śniadeckich
- Akademia Muzyczna
- Toruń University Collegium Medicum im. Ludwika Rydygiera (Uniwersytet Mikołaja Kopernika w Toruniu, Akademia Medyczna)
- Ośrodek Akademii Ekonomicznej w Poznaniu
- Sekcja Wydziału Teologicznego Uniwersytetu im. A. Mickiewicza w Poznaniu
- Kujawsko-Pomorska Szkoła Wyższa
- Wyższa Szkoła Gospodarki
- Wyższa Szkoła Informatyki i Nauk Społeczno-Prawnych Archiválva 2021. február 1-i dátummal a Wayback Machine-ben
- Wyższa Szkoła Ochrony Środowiska
- Wyższa Szkoła Zarządzania i Finansów
- łódźi Wyższa Szkoła Informatyki, bydgoszczi részleg

## Sport
- Zawisza Bydgoszcz
- Astoria Bydgoszcz – férfi kosárlabda csapat team az Era Kosár Ligában játszik: 8. a 2003/2004 évben.
- GCB Adriana Gazeta Pomorska Bydgoszcz- női röplabda csapat, a lengyel bajnokságban 2. helyezett a 2004/2005 évben.
- Budlex Polonia Bydgoszcz – motorkerékpár csapat a Polish Ekstraliga bajnokságban 2. hely a 2005. évben
- RTW Bydgostia Bydgoszcz - Evezés

## Gazdaság
A legnagyobb iparvállalatok:
- Zachem SA, Bydgoszcz (vegyipar)
- Zespół Elektrociepłowni Bydgoszcz SA, (hőerőmű)
- PESA Pojazdy Szynowe (PESA vasúti kocsik)
- Wojskowe Zakłady Lotnicze Nr 2 S.A. (2-es számú Katonai Légijárműjavító)
- Stomil SA

## Híres bydgoszcziak
- Hansjochem Autrum (* 1907), zoológus
- Zbigniew Boniek
- Jan Kulczyk, üzletember
- Eberhard von Mackensen (* 1889), tábornok
- Edmund Michał Piszcz
- Marian Rejewski, rejtjelfejtő
- Tomasz Gollob, salakmotor világbajnok (2010)
- Itt született Andrzej Przybielski lengyel dzsessztrombitás (1944–2011)